# Horvátország hívójelkörzetei
Horvátország jelenleg (2024) nincs felosztva hívójelkörzetekre.
Az ITU az 9A prefixet osztotta ki az ország számára.
| YU2 | Jugoszlávia 2-es körzete volt.                                 |
| 9A  | Horvátország jelenleg használt, ITU által jóváhagyott prefixe. |

## Érdekesség
A 9A prefix régebben San Marino részére volt kiosztva. San Marino jelenleg (2024) a T7 prefixet használja.

## Lajstromjel
Vízi és légi járművek lajstromjelezéséhez a 9A prefixet használják.